# Stephen Fumio Hamao
Stephen Fumio Hamao (濱尾 文郎, Hamao Fumio; Tokio, 9 maart 1930 - aldaar, 8 november 2007) was een Japans geestelijke en kardinaal van de Rooms-Katholieke Kerk.
Hamao bezocht de Universiteit van Tokio en het aartsdiocesaan seminarie aldaar. In Rome studeerde hij filosofie en theologie aan de Pauselijke Urbaniana Universiteit. Hij werd op 21 december 1957 priester gewijd door Pietro Sigismondi. Vervolgens studeerde hij nog kerkelijk recht aan de Pauselijke Universiteit Gregoriana. Hij keerde terug naar Japan waar hij verschillende functies vervulde binnen het aartsbisdom Tokio.
Paus Paulus VI benoemde hem in 1970 tot titulair bisschop van Oreto en tot aartsbisschop-coadjutor van Tokio. Hij ontving zijn bisschopswijding uit handen van Bruno Wüstenberg. Hij was een passagier van de Japan Airlines-vlucht 351 die werd gekaapt door een communistische actiegroep. Op 30 oktober 1979 benoemde paus Johannes Paulus II hem tot bisschop van Yokohama. Hamao was van 1994 tot 1999 voorzitter van de Japanse bisschoppenconferentie. In 1998 benoemde de paus hem tot president van de Pauselijke Raad voor Pastorale Zorg van Migranten en Reizigers en ad personam tot aartsbisschop. Met een groot gevoel voor humor en een liefde voor het reizen, zette hij zich wereldwijd in voor de zorg van vluchtelingen en andere reizigers als circusartiesten en zigeuners.
Hij werd kardinaal gecreëerd in het consistorie van 21 oktober 2003. De San Giovanni Bosco in via Tuscolana werd zijn titeldiakonie. Kardinaal Hamao nam deel aan het Conclaaf van 2005 dat leidde tot de verkiezing van paus Benedictus XVI. Hij werkte als consultor bij de Congregatie voor de Heilig- en Zaligsprekingsprocessen, waar hij zich vooral bezighield met de zaak van de 188 Japanse martelaren die in 2008 werden zalig verklaard.
Zelf maakte hij dat niet meer mee. Kardinaal Hamao overleed in 2007 aan de gevolgen van longkanker. Zijn lichaam werd bijgezet in de kathedraal van Yokohama.
- CiNii: DA04103424
- International Standard Name Identifier: 0000 0000 2411 1398
- Library of Congress Control Number: n79000682
- Bibliotheek van het Japanse parlement: 00006776
- Virtual International Authority File: 8653247
- WorldCat: E39PBJfCqWFhwRCDQ9xvbcmDbd